# Усатовское муниципальное образование (Краснокутский район)
Усатовское муниципальное образование — сельское поселение в Краснокутском районе Саратовской области Российской Федерации.
Административный центр — село Усатово.

## История
Статус и границы сельского поселения установлены Законом Саратовской области от 27 декабря 2004 года № 104-ЗСО «О муниципальных образованиях, входящих в состав Краснокутского муниципального района».

## Население
| 2010  | 2011  | 2012  | 2013  | 2014  | 2015  | 2016  |
| ----- | ----- | ----- | ----- | ----- | ----- | ----- |
| 1766  | ↘1763 | ↘1716 | ↘1689 | ↘1684 | ↘1653 | ↘1643 |
| 2017  | 2018  | 2019  | 2020  | 2021  |       |       |
| ↘1600 | ↘1593 | ↘1566 | ↘1515 | ↘1389 |       |       |

## Состав сельского поселения
| № | Населённый пункт | Тип населённого пункта       | Население |
| - | ---------------- | ---------------------------- | --------- |
| 1 | Кирово           | село                         | ↘762      |
| 2 | Усатово          | село, административный центр | ↗1004     |
| 3 | Усатовский       | железнодорожный разъезд      |           |